# ERROR (組合)
ERROR，香港男子組合，為2018年ViuTV選秀節目《Good Night Show 全民造星》的其中一隊衍生組合，於2018年12月2日出道；成員包括梁業（肥仔）、何啟華（DeeGor）、郭嘉駿（193）和吳保錡（保錡）。經理人為黃慧君（花姐）、鄧永鑄（阿濟）和寶姐，2023年透過綜藝節目誕生了樂隊組合死腳膠 (Dead Footboy)，成為有史以來第一個香港藝人踏足東京巨蛋舉辦演藝活動。

## 發展歷程

### 2018年至2020年：初出道時期
ERROR為2018年5至10月ViuTV選秀節目《Good Night Show 全民造星》的其中一隊衍生組合。團隊經理人為《Good Night Show 全民造星》的其中一個監製黃慧君（花姐）及其導演鄧永鑄（阿濟）；吳保錡早在2015年已經出道，曾經拍攝《奇緣灰姑娘》及《男人唔可以窮》等電影，當時洋名為Kelvin。而何啟華則在2014年於組合「學舌鳥」的爆紅影片《日日去鳩嗚》中飾演劉德華而為人認識。
2018年11月26日，4位成員在ViuTV Facebook專頁及Youtube頻道發佈《肥仔大冒險》短片第一集，之後在12月2日透過《肥仔大冒險》短片第七集公佈正式以ERROR為名組合出道，以「騎呢搞笑男子組合」作定位，自稱「宇宙天團」。
2018年12月3日，ERROR推出出道作《404》，惡搞MIRROR的出道作《一秒間》。ERROR將原曲重新編曲改詞，歌詞自嘲及揶揄MIRROR成員，而MIRROR全員亦有在MV中演出。
2019年，4位成員與黃慧君一起主持《花姐ERROR遊》第一、二季，之後其中2位成員肥仔和保錡又參與黃淑儀主持的節目《Cooking Gigi台灣篇》。同年10月，他們以「道歉」為主題在麥花臣場館舉行首個棟篤笑《ERROR人到中年 口不擇言道歉招待會2019》，且全場滿座。而派台歌曲《我們不碎》亦曾入選《2019年度叱咤樂壇流行榜頒獎典禮》「我最喜愛的歌曲」第二階段投票名單內，但未能晉身最後十強。2020年憑歌曲《我們很帥》在香港電台中文歌曲龍虎榜登上冠軍位置，奪得組合首支流行榜冠軍歌。ERROR也參與《Every life is a song一個人一首歌》企劃的第一屆「埋班作樂」音樂創作及製作人才培育計劃為星級演唱單位，創作團隊憑著對ERROR的感覺而創作《緊箍咒》。
2020年6月，ViuTV綜藝節目《ERROR自救TV》，透過這個節目提升綜藝能力和藝人，肥仔要經調教後做一個好隊長，193要自救唱歌、跳舞和樣子，保錡自救溝通能力、MK身份和成為有內涵的人，Dee自救要更多認識，193願望為做主持人，保錡願望為出歌，肥仔願望為拍攝武打動作劇,Dee 願望做導演，第15集見到好努力四子，四子綜藝自救幫助唔少，保錡唱自己的人寫《ikigai（生き甲斐）》，193當初全民造星演出《我的快樂時代》，193有時想放棄，但193有三子和404或193粉絲撐住，變得堅強193，令到四子重新初心和合格藝人。

### 2021年至2022年：人氣突破
2021年2月，保錡因緋聞及回應批評期間情緒處理不當而被網民批評，後自行透過社交網站致歉和宣佈暫停所有演藝工作。
2021年4月11日，193於《最後一屆口罩小姐選舉總決賽》賽後記者會反擊曾志偉踩ViuTV的收視率，因而獲封「娛樂圈清泉」，193連同整個組合人氣急升，193的Instagram追蹤人數在10天内從8.9萬躍升至20.5萬，超越「MIRROR人氣王」姜濤的20.2萬追蹤人數。
2021年5月3日《ERROR自肥企》節目播出，節目組幫ERR0R願望達成心願，保錡心願由節目組安排為花式搖搖、打石仔和結他演奏，193心願為出solo歌並拍攝MV，肥仔心願為拍攝舞打動作短片，Dee心願為拍攝野外求生項目，節目一一願望達成，後引起追看熱潮，大結局一度導致viu.tv網站伺服器機件故障。保錡於2021年5月13日以ERROR成員身份出席歐國盃2020發佈會，並能開聲回應傳媒提問，正式「復出」。
2021年12月ERROR出道3周年日子，ERROR舉行了《世紀保齡球大獎賽》戶戶贊助，請ERROR粉絲欣賞比賽，近距離接觸粉絲，ERROR戶戶送是未出道已經支持現在，ERROR經理人的阿濟努力和加油，希望Dee會有更多劇，肥仔會出多些跳唱歌，預告193同保錡會出歌。肥仔說保錡別睇死自己，希望出年見到保錡更多一面。193喺ERROR入面做痴線角色和顏值擔當，有些事不敢做會幫其他三子，Dee有些事會同你講ERROR路向和創造不同野會用多範圍。Dee講ERROR初初出道會各自做又會團已經做到，原因有你們撐起我們先成真。
根據廣告媒體監察公司admanGO報告指2021年上半年，ERROR及其兄弟組合MIRROR在香港10大Instagram廣告開支最高品牌中佔一半。
2022年2月，ERROR將四位成員樣子貼在韓國男團BIGBANG成員上惡搞，又發佈九條惡搞女團COLLAR出道前的短片，宣佈推出新團歌《愛情值日生》。2月18日，歌曲正式推出，以一腳踏多船的「ERROR愛情觀」（既是情敵又是兄弟）為主題。MV則重現千禧年代，邀請張繼聰與謝安琪夫妻檔演出，亦向多套作品致敬，包括 《烈火戰車》、《電車男》、《流星花園》及《藍色生死戀》，推出兩星期後破100萬點擊率，在推出兩個月內破200萬點擊率，成為ERROR第二支破200萬點擊率的MV。
2022年，ERROR於《Chill Club 推介榜年度推介21/22》奪得「Chill Club年度組合」銅獎。2022年下半年各成員都追趕因COVID-19封鎖導致的延遲而忙於的自己計劃，肥仔和193忙於拍攝電視劇及主持節目，Dee忙於排練舞台劇及拍攝電視劇和電影，保錡忙於音樂上個人發展，雖然每個成員都各有各忙，ERROR也偶爾一起出席音樂會和活動嘉賓。
8月15日起播出ERROR主持的選美真人騷節目《尾二一屆口罩小姐選舉》，由於MIRROR紅館演唱會意外，ViuTV的專頁事後暫停一切更新，未作宣傳。雖然宣傳不足，但依然創造不少話題及討論。
11月9日，ERROR四位成員出席真人騷節目《ERROR自爆96小時》記者會，這次節目記錄ERROR日常生活中的平凡，讓他們回顧過去及思考未來方向，真正表露自己。節目邀請同經紀公司P1X3L擔任嘉賓，各人談到出道後的心路歷程，場面溫馨。11月21日宣佈舉行《明星生活ERROR Live Show 2022》演唱會，ERROR演唱會讓人期待多年，吸引大批粉絲湧入購票網站搶飛，首賣當天2個鐘極速售罄。
雖然在叱咤樂壇流行榜頒獎典禮2022沒有獲得任何獎項後仍一同出席慶功宴及接受訪問，揚言他們自己的訪問經驗可成為訪問界KOL，並希望增設「最受傳媒喜愛獎」，訪問中帶給人們歡樂。
由「Yahoo搜尋人氣大獎2022 - 全港首個「現實 x 元宇宙」平行時空頒獎典禮」ERROR獲得「Yahoo搜尋組合歌曲獎-愛情值日生」和ERROR成員193獲得「Yahoo搜尋人氣急升」獎項，193於Chill Club首次「Chill Club 推介榜年度推介21/22」獲得《Chill Club年度新人》銅獎。ERROR於「GG POP MUSIC 2022年度卓越之選」獲得《2022年第二季桌越金曲-愛情值日值》本季桌越金曲。
Chill Club 推介榜年度推介22/23作為2022年度樂壇最後的大型頒獎典禮，ERROR奪得「Chill Club年度組合」銀獎，在台上發表得獎感言時，還不忘幫他們的經理人阿濟爭取加薪機會，因為「貧窮限制了工作態度」，成員保錡奪得「Chill Club年度男新人」銀獎，在台上發表得獎感言時，表示ERROR音樂路難行，但認為所有堅次夢想的人如果繼續堅次，一定有機會。
除了香港市場，ERROR首次獲得華語音樂獎項並於《2022年加拿大A1流行榜年終總選》獲了「我最喜歡組合獎」和而成員保錡更獲得「我最喜歡新人獎」銀獎。

### 2023年 出道五年 技藝升班
2023年初，適逢香港政府放寬嚴緊2019冠狀病毒病限制，ERROR成員輪流放假。
音樂領域上，ERROR於2023年頭推出新團歌《Never Come Back》，歌曲沿用年頭發佈團歌《愛情值日生》的創作班底何秉舜及黃偉文，歌曲內容談論老友們送別脫單朋友，希望朋友不要再回單身地獄。歌曲推出後遇見不同的困難，例如：不利時間推出新歌、因技術問題音樂視頻不能同時在YouTube上架等。雖然那些不利因素影響下，新歌推出後仍獲得不錯成績。於不同派台地方奪取不錯成績，如：2023年度903專業推介第三周榜首位置（連升10級，躍升至榜首）及ViuTV的Chill Club 推介榜第九週榜首位置，這次也是ERROR在這兩個頻道中首次獲得冠軍歌; 此歌更衝出香港，於加拿大華語音樂排行榜「加拿大至 HIT 中文歌曲排行」中，獲得冠軍歌。2023年上半年還沒推出派台歌，僅有為電視節目演譯重金屬樂隊歌曲，歌曲還是沒有派台。8月9日ERROR成員保錡和肥仔首次《Yahoo Lunch K XLIVE》有404粉絲在場表演，保錡希望ERROR或ERROR成員多些現場LIVE,增加現場LIVE經驗。最終在9月11日，ERROR終於發佈了派台團歌《枱底隧道》，繼續使用同一音樂班底-何秉舜及黃偉文，延續ERROR式愛情觀。MV演由《流氓師表》導演麥啟光執導，並找來近年鮮有在幕前演出的孫佳君擔任女主角。
3月，ERROR與同屬MakerVille旗下MIRROR成員姜濤及Anson Lo和P1X3L參與紀念著名男歌手及演員張國榮逝世二十週年企劃-《Remembering Leslie》，並翻唱張國榮的歌曲作品《Stand Up》。隊長肥仔在錄音忽然時從歌詞「如不想似跛腳的鴨仔」中得到靈感，啟發他模仿唐老鴨的聲音去唱緊接的一句「Stand Up」，最終更獲得監製Eric Kwok採用。ERROR成員肥仔同保錡於3月初上《Chill Good:Music Panda》首次女團Lolly Talk全體成員合作，兩團希望會合作出一首歌。於同月中有各種足球比賽其中播放ERROR歌曲，中銀人壽香港超級聯賽歌曲中播放保錡的《Am I  Crazy?》，並且港足友賽(新加坡)歌曲中播放ERROR的團歌《我們不碎》，主辦方希望選擇上述的歌曲能幫香港足球隊加油打氣。5月17日ERROR社交媒體專頁中預告為表演排練。5月20日ERROR擔任方皓玟演唱會嘉賓，ERROR收到邀請的原因是因為ERROR的普通話訪問內容太搞笑，繼而希望同ERROR合作。
戲劇領域上，ERROR四子客串演出「無制限OT編集団」首部黑色幽默喜劇電視劇《殺手廢J》。ERROR四子接拍電視劇《極度俏郎君》及首次擔綱主演，拍攝後，多位前輩大讚四子幕前後認真同帶給歡樂大家，保錡同Dee代表ERROR出席該劇記者會，表示希望此套電視劇帶給歡樂與笑彈予觀眾，並希望日後會有《黑哥ERROR遊》。此外四子參演電影《陰目偵信》，並首次擔綱主演。除了香港市場，ERROR首次主演的電影《陰目偵信》入選第十七屆里斯本國際恐怖電影節單元(MOTELX - Lisbon International Horror Film Festival Official Selection)。Dee代表ERROR表示如條件及誠意許可下將會同好兄弟MIRROR拍攝《12怪盜》。
ERROR一直次以來的最受歡迎的電視節目-ERROR主題綜藝節目，令人期待已久，2023年初ERROR預告暑假會有新綜藝節目《ERROR暑期自作業》，幕後班底為他們度身訂做創作，拍攝前要ERROR的4位成員需要簽定生死狀。是次綜藝節目用不同的角度來宣傳關注男性健康問題，ERROR在節目內宣佈他們組成樂隊及即將發佈本年度團歌。8月18日ERROR四子以「死腳膠 Dead Footboy」名義惡搞MIRROR四子（盧瀚霆、李駿傑、柳應廷、姜濤）上THE FIRST TAKE的片段，在該集綜藝節目播出後於YouTube先行演奏他們的重金屬樂隊歌曲。ERROR表示歌曲已錄成，並希望可接商演和派台，更呼籲粉絲在ViuTV的社交平台留言要求「死腳膠」出道，也希望因為這次以「死腳膠 Dead Footboy」名義之出道能在Chill Club 推介榜年度推介中獲得「Chill Club年度樂隊」獎項。
10月12日，2026世界盃暨2027亞洲盃聯合外圍賽第一圈-主場歌單入面有ERROR 《枱底隧道》，10月13日ERROR終於齊人出席 ViuTV 2024 節目巡禮，首唱新歌《枱底隧道》，預告將會播《究竟讀緊乜》和ERROR其他成員作品。10月14日，塵阿力作品《留下雅座》展覽，展覽作品入面ERROR首次拍電影《陰目偵信》其中場景拍攝餐廳是大安茶冰廳。
ERROR於9月初及11月前往台灣拍攝資訊性節目《究竟讀緊乜》，並於12月4日首播，ERROR為了節目前往台灣各大學修讀「冷門科系」，了解不同「冷門科系」的理念和學習重點，及學習大學文化知識等。雖然這是一個資訊節目，但它極具ERROR特式，讓觀眾以有趣的方式理解不同的事物。同日推出ERROR五周年歌曲《四五成群》。
除此之外，ERROR成員正副隊長肥仔及Dee於2023年1月到馬來西亞吉隆坡甄選及化身星探招募《全民造星V》海外參賽者。
2023年是ERROR出道5週年，11月28日發佈ERROR五周年的預告影片。經紀公司MakerVille為ERROR舉辦慶祝活動，地點由肥仔建議的，並向兄弟組合MIRROR致敬。笑言MIRROR 5週年去「香港樂園」，ERROR 5週年就去「美國樂園」，笑爆全場。12月12日，ERROR於美國冒險樂園舉辦出道5週年活動-『ERROR 5週年樂園之旅』與粉絲聚會和遊戲。除了官方活動外，粉絲們還自發性地舉辦了各種慶祝ERROR五週年的活動。ERROR與粉絲關係深厚，數次ERROR離開香港前往外地工作，粉絲們都會聯手送機，ERROR都會對粉絲好有禮貌及滿足粉絲要求，而變成了粉絲聚會。12月30日播出《ERROR五週年奇妙的旅程 （页面存档备份，存于）》精彩片段，已他們對5年感受，而404感得感觸。同時，ERROR出席《新城新城勁爆頒獎禮2023》，ERROR獲得勁爆組合，肥仔首次獲得跳唱歌手，保錡首次獲得勁爆人氣偶像，ERROR訪問中希望下年有更多fashion show 同 户外同室內show表演。
除了香港市場，ERROR拍了片给馬來西亞同新加坡粉絲，已youtube播出「友建娛樂綜合台you can holding

### 2024-2025年 慢慢走向全球發展
ERROR首次用小隊輪流台灣拍攝《晚吹-404_886流量密碼》,1月中的播放係了解台灣網路KOL工作,ERROR首次團歌《四五成群》,1月中打入馬來西亞988電台精彩聲勢排行榜入榜。2月頭首次推出《陰目偵信-Yum Investigation》光碟和Disney+串流平台,2月Katch宣布舉行《katch the pop》演唱會有ERROR同MIRRROR五位成員,重量嘉賓來自韓國歌手Jessica (鄭秀妍)同埸合埸一首歌曲
3月中ViuTV播放 2022年12月《ERR0R明星生活Live Show》演唱會,3月尾肥仔電台訪問預告一定有團綜，回歸404粉絲,3月28日出席《十二怪盜》首映同好兄弟MIRROR一齊電影院大螢幕
5月中Chill Club 頒獎禮終於齊人出席，ERROR的足球服裝造型得到網路關注，6月中與鄭秀妍Jessica、MIRROR成員Alton、Frankie、Lokman、Stanley、Tiger參與《Katch the Pop》演唱會，而演唱會後ERROR宣布預告重啟自己的Band《dead footboy死腳膠》有新搞作，6月尾有賽馬會的運動主特《「足」動ERROR去踢波》,7月12日ERROR成員保錡同肥仔走入挍院做一個Dse分享同表演
8月12日，2024年推出該年度首支派台歌《無敵聖衣》。9月首次樂隊《Dead Footboy》身份出發去日本拍攝綜藝《ERROR死腳膠千萬音樂路》，四子透過節目去不同地方尋找音樂靈感,9月頭ERROR有份主演電影中(陰目偵信)的香港電影巡禮帶不同地方和國家，9月中ERROR而樂隊身份(Dead Footboy死腳膠)首次在日本各大報道和新聞。
10月8日Viu Tv 節目巡禮 2025首唱《無敵聖衣》，公開了綜藝名《ERROR 死腳膠千萬巨蛋自作夢》，向東京巨蛋目標邁進，11月25日播出綜藝節目《ERROR死腳膠千萬巨蛋自作夢》，佢地去日本玩不同遊戲採集音樂靈感，創作屬於死腳膠一首歌或者係ERROR歌曲上，另外一個遊戲更加增進ERROR友情，第五集製作組買了版權ERROR來致敬Beyond成員的黃家駒演唱，第六集ERROR 去了鳥取縣知事平井伸治會談，鳥取縣知事平井生日唱了港版的《Happy Birthday》，最後他們 睇完報道，之後被拆穿係ERROR身份，第13同14集全體ERROR去了福島核電廠視察，他們任務再重現小學途走情況，最後的靈感彩精部份完，發生以上是聯絡了殿堂級日本音樂單位作的歌，連一個都無，無辦法入到ERROR歌曲上，最後一集香港首位第一任去了東京巨蛋殿堂級首次用了樂隊死腳膠-Dead Footboy 名義登台，拍攝途中出了好大件事，一件接一件接音響出問題，拍攝已經得了好少時間，最終用了香港現在拍攝團隊音響一take 過拍攝了死腳膠兩首歌《404死腳膠》和最新團歌《音思路》作為東京巨蛋結尾，死腳膠感覺得好遺憾作總結,另外用了ERROR名義上首次去了東京巨蛋拍綜藝，保錡巨蛋願望上打出一個香港史上首名全壘打，193巨蛋願望上拜神希望死腳膠一切順利，肥仔巨蛋願望上ERROR拍多些無無聊聊片段,Dee 歌巨蛋上的登上高處觀眾席高處上叫落嚟聽吓，下面叫出來清唔清楚
10月15日Chill Club 記者會大型音樂會《Chill Club Music Festival 》泰國歌手合作，香港組合ERRORx泰國樂隊SCRUBB大家一齊交流音樂，10月16日Youtube上 Minato TV 播了半隊ERROR一共四集，個集是拍完日本ERROR綜藝節目，之後ERROR成員193和Dee上Minato TV 挑戰一連串遊戲，Andy希望有一曰ERROR全體上來挑戰。11月23日ERROR 代表的fatboy and 保錡 903 AllStar 熱身賽喺足球場,兩年後再戰903 歌AllStar 籃球賽  ,11月27日記者會宣佈大型音樂會在啟德體育園舉辦《Chill Club Music Festival 》
12月3日ERROR正式成為跳唱歌手組合，ERROR變成宇宙跳唱天團，12月6日ERROR六周年首播跳唱形式的新歌《野舞士》，12月7日ERROR首次簽唱會,ERROR 宣佈了開演唱會《ERROR"WHAT'S GOING WRONG??" 2025》，12月12日193開了Instagram直播講了買爆了演唱會，考慮同公司申請細型tour,12月13日ERROR演唱會開售
12月16日ERROR開 Instagram 直播，直播是神秘的人是花姐，ERROR開直播原因是仲有演唱會飛，ERROR宣傳方面一無所知，藉此機會向花姐請教宣傳方式，更難得花姐肯跳ERROR新歌《野舞士》
12月20《Chill Club เก่ง Music Festival》不同香港或泰國歌手集合，混合演出和表演，香港組合ERRORxC Allstar 成員的安仔x泰國樂隊SCRUBB唱出了《เข้ากันดี》，ERROR同C Allstar 成員的安仔唱出泰國版本的流星雨，仲有2位組合是MIRROR成員是AK × Jer × Lokman× Tiger x ROVER x ERROR(樂隊組合)DEAD FOOTBOY 死腳膠的Band 組合驚喜現出，仲有3個組合唱出了極樂和娛樂人生，最後全體成員大合唱《Last Christmas》結尾
12月26日ERROR報佳音和落區宣傳演唱會，成為香港首個組合ERROR親自落區買演唱會飛，他們用了不同形式遊去3個地方，3個旺區地方分別是旺角，尖沙咀和銅鑼灣去報佳音，ERROR即埸送了 平安夜,主能夠和Jingle bells 歌詞的改編詞送給在埸人，引起來或吸引街客/粉絲來買飛和慶聖誕節的boxing day.
2025年1月1日叱吒頒獎禮上的ERROR服裝關於演唱會，1月4日903播星光背後訪問DEE提及了過去自己和ERROR發生事件，ERROR發生咩事件都係一家人,1月20日ERROR電笠專訪，Dee說「ERROR唔係沒改變，ERROR係改變唔到」，ERROR改變只會製造更多不好的事，ERROR用回不變方式行落去
1月21日 Viu Tv 首次將ERROR全部綜藝集數一次過放入ViuTV Youtube，也香港以外人睇到ERROR綜藝節目
1月22日 ERROR服裝品牌《American Eagle HK》廣告演唱會
1月25日ERROR首次去會展舉辦演唱會《ERROR"WHAT'S GOING WRONG??" 2025》,ERROR 演唱會其中一隊小隊是193同DEE 唱出了新歌《TV Animal》，用藝術家歌唱出ERROR的心聲 ,ERROR Cover 193《越州公路193》變成《越州公路404》,演唱會當日ERROR成員吳保錡生日，時裝上ERROR 心思考慮設計上配搭，服裝用4款啤牌花式為靈感，因為佢哋喺世人眼中從來都唔係一手好牌，死腳膠用了上次登台服裝，要加上多些死腳膠嘅各種元素畫上，更有新鮮感
1月26日陳慧嫻請咗ERROR做嘉賓唱《跳舞街》
2月9日Viu TV 播出當日《Chill Club เก่ง Music Festival》演出前見粉絲訪問和演唱會，2月14日ViuTV公開片《公司逼我打藍球》有193同肥仔代表公司隊藍球,重拾當年打藍球熱血
3月4日ERROR廣告《全港學界精英足球賽》
4月6日ERROR chill club 頒獎典禮，服裝上Ricy Worg 品牌FW25  倫敦 Fashion show 秋冬系列訂製造型後，香港造型師Lok Fong 打造成ERROR 有型風格，4月23日代言品牌上《萄葡適》快閃的活動
2025年4月 首次Maker Ville舉辦《MAKERVILLE PRESENTS: MATCHICAL SCHOOL TOUR 2025》校園 Show ERROR, MIRROR,COLLAR,ROVER及分小組去各中學參與校園活動及表演, 4月28日第二埸係ERROR及ROVER全員的出動去香港四邑商工總會黃棣珊紀念中學表演。
6月14日首播《「足」動ERROR帶埋ROVER去踢波》首次同ROVER 踢波。

## 成員資料
| 成員列表            | 成員列表      | 成員列表                           |
| 姓名／慣稱          | 出生日期      | 隊內崗位                           |
| ------------------- | ------------- | ---------------------------------- |
| 梁業／肥仔          | 1990年1月14日 | 隊長、主領舞、主唱、中心、可愛擔當 |
| 郭嘉駿／193         | 1990年1月14日 | 形象指導、副唱、顏值擔當           |
| 何啟華／DeeGor、Dee | 1990年8月10日 | 副隊長、主Rapper、領舞、創作       |
| 吳保錡／保錡        | 1991年1月25日 | 領唱、忙內、搞笑擔當               |

## 音樂作品

### 單曲
备註：個人名義的派台歌，請參閱成員個人頁面。
| 推出日期       | 曲目                  | 作曲                                       | 填詞                              | 編曲                        | 監製             | 備註                                                                                |
| 出道前         |                       |                                            |                                   |                             |                  |                                                                                     |
| 2018年6月16日  | 《前傳》              | 李拾壹、CMGroovy                           | 李拾壹                            | 李拾壹、CMGroovy            | 李拾壹、CMGroovy | 出道前與Perl Yuen、李拾壹合唱，《Good Night Show 全民造星》主題曲                   |
| 出道後         |                       |                                            |                                   |                             |                  |                                                                                     |
| 2018年12月3日  | 《404》               | 李拾壹、CMGroovy                           | ERROR                             | 李拾壹、CMGroovy            | 李拾壹、CMGroovy | 出道後第一首歌曲 原曲：一秒間(MIRROR)                                               |
| 2019年1月25日  | 《潔》                | MattHoi                                    | ERROR                             | MattHoi                     |                  | 高露潔TOTAL®牙膏廣告歌                                                              |
| 2019年2月2日   | 《殺死我的經理人》    | CMGroovy                                   | 鍾說                              | CMGroovy                    | CMGroovy         | feat.花姐，《花姐ERROR遊》主題曲                                                    |
| 2019年9月23日  | 《我冇嘢撈》          | Boomarang                                  | Boomarang、ERROR                  | SILVERSTRIKE                | SILVERSTRIKE     | ERROR《人到中年 口不擇言》道歉招待會2019 主題曲                                     |
| 2019年10月7日  | 《我們不碎》          | 謝浩文                                     | 周耀輝                            | 謝浩文                      | 謝浩文           | ViuTV《娛樂風雲》片尾曲                                                             |
| 2019年12月22日 | 《聖誕劫》            | Hoi                                        | ERROR                             | CMGroovy、保錡              | CMGroovy         | 原曲：潔                                                                            |
| 2020年4月1日   | 《我們很帥》          | CMGroovy、Heartgrey、HIGGO Raj             | 梁栢堅、Dee                       | CMGroovy、Heartgrey         | CMGroovy         | MV版本以眾籌形式向觀眾集資，再由無制限OT編集団在無收取任何薪酬下義務拍攝            |
| 2020年10月8日  | 《緊箍咒》            | Vince Fan                                  | 詩詞                              | Y.Siu                       | Edward Chan      | 《埋班作樂》作品                                                                    |
| 2021年2月16日  | 《I Promise》         | 謝浩文                                     | 周耀輝                            | 謝浩文                      | 謝浩文           | 《家多咗個PET》主題曲                                                               |
| 2021年7月12日  | 《我們不Chok》        | JNYBeatz、保錡、Delta T                    | Delta T、Dee                      | JNYBeatz                    | JNYBeatz         |                                                                                     |
| 2022年2月18日  | 《愛情值日生》        | 何秉舜                                     | 黃偉文                            | 何秉舜                      | 何秉舜           |                                                                                     |
| 2022年8月15日  | 《Take it off》       | Eagle、Heartgrey、StepLau@TheRebelAlliance | Oscar                             | Heartgrey/Eagle             | CMgroovy         | 與浩南、米露迪合唱，《尾二一屆口罩小姐選舉》主題曲                                  |
| 2022年12月9日  | 《NEVER COME BACK》   | 何秉舜                                     | 黃偉文                            | 何秉舜、葉澍暉              | 何秉舜           |                                                                                     |
| 2023年2月24日  | 《Stand Up》          | Rick Springfield                           | 林振強                            | JNYBeatz                    | Eric Kwok        | 張國榮逝世二十週年企劃-《Remembering Leslie》 翻唱張國榮歌曲                        |
| 2023年8月25日  | 《404死腳膠》         | Jason Kui                                  | Titanic@Dead Footboy（Dee@ERROR） | Jason Kui                   | Jason Kui        | 以死腳膠Dead Footboy名義推出                                                        |
| 2023年9月11日  | 《底隧道》            | 何秉舜                                     | 黃偉文                            | 葉澍暉、何秉舜、Cousin Fung | 何秉舜           |                                                                                     |
| 2023年12月4日  | 《四五成群》          | 陳考威、黃兆銘                             | 梁栢堅                            | 黃兆銘                      | 陳考威           | 成軍5周年之作                                                                       |
| 2024年8月12日  | 《無敵聖衣》          | 陳考威、AP潘宇謙                           | T-Rexx                            | 黃兆銘                      | 陳考威           |                                                                                     |
| 2024年11月20日 | 《音思路》 (YUM ZERO) | Jason Kui                                  | Titanic@Dead Footboy（Dee@ERROR） | Jason Kui                   | Jason Kui        | 以死腳膠Dead Footboy名義推出，成軍六週年團綜《ERROR死腳膠千萬巨蛋自作夢》節目主題曲 |
| 2024年12月6日  | 《野舞士》            | T-Ma、Matt Chow、Jonathan Chan             | 梁栢堅                            | Jonathan Chan、Matt Chow    | T-Ma             |                                                                                     |

### 派台歌曲成績
註：個人名義的派台歌，請參閱成員個人頁面。
| 唱片                 | 歌曲            | 903 | RTHK | 997 | TVB | 備註                                           | 備註                                                                                 |
| 2019年               |                 |     |      |     |     |                                                |                                                                                      |
|                      | 殺死我的經理人  | -   | -    | -   | ×   | Featuring 花姐 ViuTV節目《花姐ERROR遊》主題曲  | Featuring 花姐 ViuTV節目《花姐ERROR遊》主題曲                                        |
|                      | 我冇嘢撈        | -   | -    | -   | ×   | ERROR《人到中年 口不擇言》道歉招待會2019主題曲 | ERROR《人到中年 口不擇言》道歉招待會2019主題曲                                       |
|                      | 我們不碎        | 9   | 2    | 7   | ×   | ViuTV劇集《娛樂風雲》片尾曲                    | ViuTV劇集《娛樂風雲》片尾曲                                                          |
| 派台歌曲成績（五台） |                 |     |      |     |     |                                                |                                                                                      |
| 唱片                 | 歌曲            | 903 | RTHK | 997 | TVB | ViuTV                                          | 備註                                                                                 |
| 2020年               |                 |     |      |     |     |                                                |                                                                                      |
|                      | 我們很帥        | 2   | 1    | 2   | ×   | 3                                              | 首支冠軍歌 加拿大至 HIT 中文歌曲排行榜：1                                            |
| 2021年               |                 |     |      |     |     |                                                |                                                                                      |
|                      | I Promise       | 17  | -    | 12  | ×   | -                                              | ViuTV節目《家多咗個PET》主題曲 加拿大至 HIT 中文歌曲排行榜：3                        |
|                      | 我們不Chok      | 14  | 2    | -   | ×   | 2                                              | 加拿大至 HIT 中文歌曲排行榜：1                                                       |
| 2022年               |                 |     |      |     |     |                                                |                                                                                      |
|                      | 愛情值日生      | 8   | -    | 4   | ×   | -                                              | 加拿大至 HIT 中文歌曲排行榜：2                                                       |
|                      | Never Come Back | 1   | -    | 4   | ×   | 1                                              | 首支兩台冠軍歌 跨年上榜（903） 翌年上榜（997、ViuTV） 加拿大至 HIT 中文歌曲排行榜：1 |
| 2023年               |                 |     |      |     |     |                                                |                                                                                      |
| Remembering Leslie   | Stand Up        | -   | -    | -   | ×   | -                                              | 翻唱張國榮作品                                                                       |
|                      | 枱底隧道          | 15  | -    | 5   | ×   | 1                                              | 加拿大至 HIT 中文歌曲排行榜：9                                                       |
|                      | 四五成群        | 13  | -    | 5   | ×   | 4                                              | 跨年上榜（997） 翌年上榜（ViuTV） 加拿大至 HIT 中文歌曲排行榜：12                    |
| 2024年               |                 |     |      |     |     |                                                |                                                                                      |
|                      | 無敵聖衣        | 11  | -    | 5   | ×   | 5                                              | 加拿大至 HIT 中文歌曲排行榜：2                                                       |
|                      | 野舞士          | 3   | -    | -   | ×   | 1                                              | 跨年上榜 加拿大至 HIT 中文歌曲排行榜：14                                             |

| 各台冠軍歌總數（五台） | 各台冠軍歌總數（五台） | 各台冠軍歌總數（五台） | 各台冠軍歌總數（五台） | 各台冠軍歌總數（五台） | 各台冠軍歌總數（五台） | 各台冠軍歌總數（五台） |
| ---------------------- | ---------------------- | ---------------------- | ---------------------- | ---------------------- | ---------------------- | ---------------------- |
| 四台a                  | 903                    | RTHK                   | 997                    | TVB                    | 備註                   | 備註                   |
| 四台a                  | 1                      | 1                      | 0                      | 0                      | 四台冠軍歌總數：0      | 四台冠軍歌總數：0      |
| 五台b                  | 903                    | RTHK                   | 997                    | TVB                    | ViuTV                  | 備註                   |
| 五台b                  | 1                      | 1                      | 0                      | 0                      | 3                      | 五台冠軍歌總數：0      |

- （*）上榜中
- （-）未能上榜
- （×）沒有派往該台
- ^  注解a：包括2020年後的冠軍歌曲
- ^  注解b：2020年起

## 影視作品

### 電影
| 年份          | 電影名稱                 | 角色名                                                        |
| ------------- | ------------------------ | ------------------------------------------------------------- |
| 2020年10月8日 | 冥通銀行特約：翻生爭霸戰 | DEE:陰間攝製隊成員 193:陰間攝製隊 肥仔:陰間攝製隊一員         |
| 2021年8月26日 | 鱷魚君最後的100天        | 粵語配音                                                      |
| 2022年7月14日 | 闔家辣                   | DEE:阿禮 193:熱狗店年輕人 肥仔:熱狗店年輕人 保錡:熱狗店年輕人 |
| 2023年8月10日 | 陰目偵信                 | DEE:小太郎 193:Patrick 肥仔:石頭 保錡:伍伯良                  |
| 2024年4月20日 | 12怪盜                   | 肥仔: 怪盜Fatboy 保錡: 怪盜Poki 193: 怪盜193 DEE: 怪盜Dee     |

### 電視劇
| 年份           | 劇集名稱   | 角色名            |
| -------------- | ---------- | ----------------- |
| 2018年12月24日 | 做演藝嘅   |                   |
| 2018年12月24日 | 做演藝嘅   | DEE:杜魯福        |
| 2018年12月24日 | 做演藝嘅   | 保錡:學生監製     |
| 2018年12月24日 | 做演藝嘅   | 肥仔:飛sir        |
| 2018年12月24日 | 做演藝嘅   | 193:郭嘉駿        |
| 2019年7月15日  | 娛樂風雲   | DEE:杜魯福        |
| 2019年7月15日  | 娛樂風雲   | 保錡:方志海       |
| 2019年7月15日  | 娛樂風雲   | 肥仔:周銳基       |
| 2019年7月15日  | 娛樂風雲   | 193:郭嘉駿        |
| 2020年11月23日 | 男排女將   | DEE:會長杯主持人  |
| 2020年11月23日 | 男排女將   | 肥仔:陶志強       |
| 2020年11月23日 | 男排女將   | 193:QK            |
| 2020年11月23日 | 男排女將   | 保錡:記者         |
| 2023年2月6日   | 殺手廢J    | 保錡:行動組同事甲 |
| 2023年2月6日   | 殺手廢J    | DEE:拔喉殺手      |
| 2023年2月6日   | 殺手廢J    | 肥仔:生意人       |
| 2023年2月6日   | 殺手廢J    | 193:F.G.C.        |
| 2023年4月17日  | 極度俏郎君 | 保錡:古龍         |
| 2023年4月17日  | 極度俏郎君 | DEE:Thinking      |
| 2023年4月17日  | 極度俏郎君 | 肥仔:細肥／大肥   |
| 2023年4月17日  | 極度俏郎君 | 193:姑爺          |

### 綜藝
| 年份   | 節目名稱                     | 備註     |
| ------ | ---------------------------- | -------- |
| 2019年 | 花姐ERROR遊                  | 團綜     |
| 2019年 | ERROR金豬賀歲暨花姐巡遊      |          |
| 2020年 | 全民來電                     |          |
| 2020年 | ERROR自救TV                  | 團綜     |
| 2020年 | 大發夢家（第一季）           | 節目主持 |
| 2021年 | 最後一屆口罩小姐選舉         | 節目主持 |
| 2021年 | 考有Feel                     |          |
| 2021年 | ERROR自肥企                  | 團綜     |
| 2021年 | 力圖打排球                   |          |
| 2021年 | 水著考有Feel                 |          |
| 2022年 | 尾二一屆口罩小姐選舉         | 節目主持 |
| 2022年 | ERROR自爆96小時              | 團綜     |
| 2023年 | 全星暑假 - ERROR暑期自作業   | 團綜     |
| 2023年 | 究竟讀緊乜                   |          |
| 2023年 | ERROR五周年奇妙的旅程        |          |
| 2024年 | 「足」動ERROR去踢波          | 主特     |
| 2024年 | ERROR死腳膠千萬巨蛋自作夢    | 團綜     |
| 2025年 | 「足」動ERROR帶埋ROVER去踢波 | 主特     |

## 獎項及提名
| 年份   | 頒獎單位                       | 獎項                   | 作品   | 備註    |
| ------ | ------------------------------ | ---------------------- | ------ | ------- |
| 2021年 | 2021年度新城勁爆頒獎禮         | 勁爆組合               | 不適用 | 獲獎    |
| 2022年 | Chill Club 推介榜年度推介21/22 | Chill Club年度組合     | 不適用 | 銅獎    |
| 2022年 | Yahoo! 搜尋人氣大獎2022        | 熱搜本地男女藝人或組合 | 不適用 | 頭100位 |
| 2022年 | Yahoo! 搜尋人氣大獎2022        | 票選人氣組合3強        | 不適用 | 3強     |
| 2022年 | Yahoo! 搜尋人氣大獎2022        | 本地音樂組合           | 不適用 | 獲獎    |
| 2022年 | 2022年度新城勁爆頒獎禮         | 勁爆組合               | 不適用 | 獲獎    |
| 2023年 | Chill Club 推介榜年度推介22/23 | Chill Club年度組合     | 不適用 | 銀獎    |
| 2023年 | 2023年度新城勁爆頒獎禮         | 勁爆組合               | 不適用 | 獲獎    |

## 演唱會
| 年份 | 演唱會名稱                               | 參與成員 | 備註                                                              |
| ---- | ---------------------------------------- | -------- | ----------------------------------------------------------------- |
| 2019 | ERROR《人到中年 口不擇言》道歉招待會2019 | ERROR    |                                                                   |
| 2022 | 明星生活 ERROR Live Show 2022            | ERROR    |                                                                   |
| 2024 | Katch the Pop                            | ERROR    | 與鄭秀妍Jessica、MIRROR成員Alton、Frankie、Lokman、Stanley、Tiger |
| 2025 | ERROR "WHAT'S GOING WRONG??" 2025        | ERROR    |                                                                   |

## 補充資料
1. ↑  ERROR表示保錡從來沒有「雪藏」，所以不存在「解凍」一說

## 外部連結
註：個人名義的社交媒體，請參閱成員個人頁面。
官方帳號
- ERROR的Instagram帳戶
- 死腳膠 DeadFootboy 的官方instagram
- ERROR的Facebook專頁
- YouTube上的ERROR官方頻道
- ERROR官方的X（前Twitter）
- ERROR官方的Telegram帳戶 （页面存档备份，存于）
- ERROR官方的Threads帳戶 （页面存档备份，存于）
- ERROR 官方的MeWe帳戶
- Makeville 公司ERROR （页面存档备份，存于）